# SHI Stadium
Le SHI Stadium (anciennement High Point Solutions Stadium) est un stade de football américain situé à Piscataway dans le  New Jersey.